# Brakel (Wageningen)
Brakel is een verdwenen buurtschap nabij de oude binnenstad van (en in de gemeente) Wageningen.
Het wordt voor het eerst in 838 in een oorkonde vermeld als Bracola, toen het door ene graaf Rodgar aan de St. Maartenskerk in Utrecht werd geschonken, samen met de nederzetting Thulere (Dolder). Het bestond uit een algemene boerengebruiksruimte (brink), vermoedelijk met een drinkpoel (ter plaatse kolk geheten) en een aantal boerderijen daaromheen.
Het lag ongeveer ter hoogte van de tegenwoordige kruising van Rooseveltweg en Van Uvenweg. De westzijde van de Brakelse Brink werd begrensd door de Dijkgraaf, een wetering tussen stad en Gelderse Vallei. Deze Dijkgraaf is ten noorden van de Van Uvenweg nog deels aanwezig.
De buurtschap verdween bij de stadsuitbreiding in de twintigste eeuw. De Brakelseweg houdt de herinnering aan Brakel nog levend, evenals de achternaam van Brakel die in Wageningen en omgeving veel voorkomt.